# Pantan Tengah Jaya
Pantan Tengah Jaya is een bestuurslaag in het regentschap Bener Meriah van de provincie Atjeh, Indonesië. Pantan Tengah Jaya telt 422 inwoners (volkstelling 2010).